# Ottrau
Ottrau è un comune tedesco di 2 164 abitanti situato nel land dell'Assia.